# 東波里安人
波里安人（波蘭語：Polanie），是一個6－9世紀生活在東歐第聶伯河的斯拉夫人部落，他們的名來自古斯拉夫語поляна，即是平原，因為他們多生活在開闊平原。
他們分為東西兩支：東支成為烏克蘭人，西支成為波蘭人。
他們的生計以農業為主，兼營狩獵，捕魚，養牛和養蜂，也經營手工業。
9世紀前，他們是可薩汗國臣民並向他們納貢，在880年羅斯人奧列格征服了他們，成為他們的臣民。
994年中一份文件最後一次提及他們。